# Manovra orbitale
Si dice manovra orbitale di un satellite o più in generale di una sonda, il cambio orbitale o di assetto necessari al compimento della missione.
Per portare a termine una missione, una sonda deve essere capace di raggiungere o mantenere una determinata orbita operativa ed un ben definito orientamento rispetto ad un riferimento inerziale. 
I motivi per i quali queste manovre sono indispensabili sono sia la necessità di contrastare le azioni disturbanti quali la forza aerodinamica o l'influenza della Luna sul moto della sonda come pure la rivoluzione orbitale stessa, sia il raggiungimento dell'orbita operativa della sonda a partire dalla classica Orbita di parcheggio.
Altri casi tipici nei quali è indispensabile agire con manovre orbitali sono quando due satelliti devono praticare un rendezvous (ovvero un incontro nello spazio) oppure per controllare la fase di rientro di un veicolo con esseri umani o esperimenti a bordo.

## Classificazione di massima
In generale si possono definire due categorie:
- manovre orbitali classiche (impulsive), quali le manovre di Hohmann, le manovre di cambio di piano orbitale, le manovre biellittiche bitangenti, il rifasamento e le manovre a più impulsi;
- Le manovre non impulsive, dove piccole spinte prodotte da motori elettrici o a ioni determinano la variazione dell'orbita in tempi non infinitesimi;
- Le manovre di correzione d'assetto, per mantenere l'orientamento della sonda rispetto ad un riferimento considerato inerziale (Sole o stelle fisse). Come conseguenza delle perturbazioni la traiettoria della sonda (come pure di un satellite naturale) non è una conica perfetta ovvero non segue un'orbita detta kepleriana e deve essere corretta regolarmente.

## Manovre orbitali impulsive
Essendo le Manovre classiche delle manovre impulsive, dove la variazione del moto avviene per variazioni finite di velocità ({\displaystyle \Delta \mathbf {v} }), 
in un tempo infinitesimo, un'ulteriore classificazione avviene in termini di numero di impulsi di cui è costituita la manovra.
- Manovre ad un impulso, come l'alzo di apogeo o il cambio di piano orbitale, caratterizzate da una sola variazione di velocità;
- Manovre a due impulsi, come il trasferimento alla Hohmann, caratterizzate da due variazioni di velocità;
- Manovre a tre impulsi, come il trasferimento biellittico bitangente, caratterizzate da tre variazioni impulsive di velocità;
- Manovre a n impulsi.

Si distinguono inoltre:
- Manovre confocali : nelle manovre confocali sia l'orbita iniziale, che quelle finali e di trasferimento sono delle coniche che hanno il medesimo fuoco (attrattore massivo);
- Manovre complanari: sia l'orbita iniziale, che quelle finali e di trasferimento appartengono allo stesso piano orbitale. In altri termini condividono la stessa direzione e lo stesso verso del momento angolare orbitale specifico;
- Manovre non complanari: sono caratterizzate da coniche che appartengono a piani orbitali diversi (ovvero orbite di diversa inclinazione). Queste ultime sono molto costose in termini di masse di propellente ma sono necessarie per la diversa inclinazione, di norma, di orbite di parcheggio ed orbite operative;
- Manovre tangenti, in cui l'orbita/le orbite di trasferimento è tangente all'orbita finale e/o iniziale, in due o più punti (i suoi apsidi);
- Manovre secanti quando l'orbita di trasferimento non è tangente all'orbita iniziale e/o a quella finale;

Queste caratteristiche sono a due a due mutuamente esclusive, nel senso che possono esistere ad esempio manovre confocali, complanari e tangenti (come il trasferimento alla Hohmann), manovre confocali, complanari e secanti, e manovre confocali non complanari (come le manovre di cambio di piano orbitale).

## Costo delle manovre orbitali
L'analisi di costo delle manovre orbitali classiche, ed anche delle correzioni di assetto, si effettua in termini di Delta-v, ovvero di modulo della variazione impulsiva di velocità: dall'Equazione del razzo di Tsiolkovsky è quindi ricavabile la massa di propellente da impiegare per la variazione del moto, noti l'Impulso specifico del propulsore e la massa della sonda. Il notevole costo di alcune manovre (come ad esempio i cambi di piano orbitale) rende necessari ulteriori scenari, come l'aiuto gravitazionale di corpi massvi, quali l'effetto fionda, noto come "gravity assist", o addirittura l'interazione con l'atmosfera del pianeta "assistente" (aerogravity assist).
Risulta quindi, per una successione comunque lunga di {\displaystyle N} manovre impulsive, un 
{\displaystyle \|\Delta \mathbf {v_{tot}} \|\ =\|\Delta \mathbf {v_{1}} \|\ +\|\Delta \mathbf {v_{2}} \|\ +...+\|\Delta \mathbf {v_{N}} \|\ }

## Manovra di trasferimento ad un'orbita geostazionaria
I veicoli di lancio per satelliti la cui orbita finale è molto vicino alla Terra, spesso lasciano il loro carico utile quasi nell'orbita finale riducendo quindi le manovre necessarie per raggiungere la traiettoria nella quale inizia la vita utile del satellite. Al contrario per orbite geostazionarie o orbite interplanetarie le operazioni di posizionamento del satellite avvengono in vari stadi successivi. Ad esempio, nel caso di orbite geostazionarie, il satellite viene prima inserito in una orbita di trasferimento geostazionaria (geostationary transfer orbit o GTO) con apogeo vicino all'altezza della'orbita finale ed il perigeo di circa 200 km. L'orbita è poi gradualmente circolarizzata con uno o più (in genere 3) spari del motore d'apogeo. Inoltre, non essendo l'orbita di trasferimento sul piano equatoriale (che invece è per definizione il piano di un'orbita geostazionaria) si necessita anche una manovra per il cambio di piano orbitale che in genere è anche la più costosa in termini di propellente necessario. Infine, sempre nel caso di orbite geostazionarie, sono frequenti correzioni per lo meno settimanali comandate dal centro di controllo di terra. La frequenza di queste manovre per sonde interplanetarie è in genere più bassa, producendosi delle manovre di raffinamento dell'orbita a metà del tragitto da percorrere e più di qualche volta poco prima dell'arrivo a destinazione.